# António Cebola
António Pedro de Oliveira Cebola (Lisboa, 8 de Junho de 1985) é um pianista e pedagogo português. 

## Biografia
Aos 12 anos, começou os seus estudos de piano com Eurico Rosado, no Instituto Gregoriano de Lisboa. Completou o bacharelato e a licenciatura em Piano na Escola Superior de Música de Lisboa, tendo Jorge Moyano como seu professor de Piano e Olga Prats, em Música de Câmara.
Prosseguiu os seus estudos na Universidade de Évora, onde obteve o grau de Mestre em Piano, como aluno de  António Rosado, e de Paul Wakabayashi em Música de Câmara e, pela Escola Superior de Música de Lisboa, o grau de Mestre em Ensino de Música. 
Foi, ainda, aluno de Paul Crossley, e participou em master classes com  Paul Badura-Skoda, Luiz de Moura Castro, Vitaly Margulis, Sequeira Costa, Jurgis Karnavičius, Jörg Demus, Boris Berman,  Galina Eguizarova e Konstantin Scherbakov.
Como solista, participou no 4º Festival Internacional de Piano do Algarve, com a Orquestra Clássica do Centro, dirigida por Jan Wierzba, e no 49.º Festival de Sintra, com a Orquestra do Norte, dirigida por Nuno Côrte-Real, entre outras. Tem actuado regularmente em recitais ou integrando diversas formações de música de câmara.

## Discografia
Chopin - Ballades /  Liszt - Sonata (Album Digital, 2021)
- Frédéric Chopin
  - Balada No. 1 em Sol Menor, Op. 23
  - Balada No. 2 em Fá Maior, Op. 38
  - Balada No. 3 em Lá-Bemol Maior, Op. 47
  - Balada No. 4 em Fá Menor, Op. 52
- Franz Liszt
  - Sonata em Si Menor, S. 178

## Prémios e Bolsas de Estudo
Em 2006 obteve o 2.º prémio, ex-aequo, na categoria de menores de 21 anos – em que não foi atribuído o 1.º prémio – do XIII Concurso Internacional de Piano Maria Campina, em Faro.
Frequentou a Weimar Master Classes 2008, com Konstantin Scherbakov,  na Hochschule für Musik Franz Liszt em Weimar,  como bolseiro da Deutscher Akademischer Austauschdienst.
Estudou com Paul Crossley, em Londres, com uma bolsa da Amigos de Música de São Lourenço.